# جورن نواک
جورن نواک (انگلیسی: Jörn Nowak؛ زادهٔ ۲۵ آوریل ۱۹۸۶) بازیکن فوتبال اهل آلمان است.
از باشگاه‌هایی که در آن بازی کرده‌است می‌توان به اشپورت فقاند زیگن، باشگاه فوتبال کمنیتس، و باشگاه فوتبال قوت-وایس ارفورت اشاره کرد.